# Muppetek most
A Muppetek most (eredeti cím: Muppets Now) 2020-as amerikai vígjáték bábsorozat, amelyet Kirk Thatcher rendezett.
A sorozatot a Disney+-on mutatták be 2020. július 31-én Amerikában. Magyarországon 2022. június 14-én lesz látható szintén a Diseny+-on.

## Cselekmény
A sorozat több különböző szegmensből áll. A szegmensek között szerepel egy játékbemutató, egy főzőműsor és egy beszélgetős műsor. A műsorban két új szereplő, Joe és Beverly Plume is szerepel.

## Szereplők
| Szereplő           | Eredeti hang      | Magyar hang      |
| ------------------ | ----------------- | ---------------- |
| Breki, a béka      | Matt Vogel        | Baráth István    |
| Haláli             | Matt Vogel        | Kautzky Armand   |
| Camilla, a csirke  | Matt Vogel        | N/A              |
| Floyd Pepper       | Matt Vogel        | N/A              |
| Topi maci          | Eric Jacobson     | Vida Péter       |
| Miss Röfi          | Eric Jacobson     | Minárovits Péter |
| Állat              | Eric Jacobson     | N/A              |
| Sam, a sas         | Eric Jacobson     | N/A              |
| Gonzo              | Dave Goelz        | Bartucz Attila   |
| Bunsen Honeydew    | Dave Goelz        | N/A              |
| Waldorf            | Dave Goelz        | N/A              |
| Beauregard         | Dave Goelz        | N/A              |
| Chip               | Dave Goelz        | Szabó Máté       |
| Zoot               | Dave Goelz        | N/A              |
| Pepe, a királyrák  | Bill Barretta     | Galambos Péter   |
| Svéd séf           | Bill Barretta     | N/A              |
| Bobo, a medve      | Bill Barretta     | N/A              |
| Dr. Fogi           | Bill Barretta     | N/A              |
| Bubba, a patkány   | Bill Barretta     | N/A              |
| Howard Tubman      | Bill Barretta     | N/A              |
| Nagy Carl          | Bill Barretta     | N/A              |
| Scooter            | David Rudman      | Fehér Tibor      |
| Janice             | David Rudman      | N/A              |
| Miss Poogy         | David Rudman      | N/A              |
| Beaker             | David Rudman      | Markovics Tamás  |
| Walter             | Peter Linz        | N/A              |
| Statler            | Peter Linz        | N/A              |
| Joe                | Peter Linz        | N/A              |
| Robin, a béka      | Peter Linz        | Sánta László     |
| Yolanda, a patkány | Julianne Buescher | N/A              |

### Vendégszereplők
| Szereplő         | Színész          | Magyar hang     |
| ---------------- | ---------------- | --------------- |
| Taye Diggs       | Taye Diggs       | Kálid Artúr     |
| Linda Cardellini | Linda Cardellini | Zsigmond Tamara |
| RuPaul           | RuPaul           | Kassai Károly   |
| Carlina Will     | Carlina Will     | Lamboni Anna    |
| Danny Trejo      | Danny Trejo      | Varga Tamás     |
| Roy Choi         | Roy Choi         | N/A             |
| Al Madrigal      | Al Madrigal      | N/A             |
| Aubrey Plaza     | Aubrey Plaza     | Vadász Bea      |
| Guiseppe Losavio | Guiseppe Losavio | Scherer Péter   |
| Marina Michelson | Marina Michelson | Molnár Ilona    |
| Seth Rogen       | Seth Rogen       | Fesztbaum Béla  |

### Magyar változat
- Magyar szöveg: Blahut Viktor
- Hangmérnök és szinkronrendező: Kránitz Lajos András
- Vágó: Kránitz Bence
- Gyártásvezető: Bogdán Anikó
- Produkciós vezető: Máhr Rita

A szinkront az SDI Media Hungary készítette.

## Epizódok
| Sor. | Év. | Cím                             | Rendező                                                | Író | Premier                              |
| ---- | --- | ------------------------------- | ------------------------------------------------------ | --- | ------------------------------------ |
| 1.   | 1.  | Határidő (Due Date)             | Christopher Alender, Rufus Scot Church és Vito Massaro | Matthew Barnette, Marcos Gabriel, Jim Lewis, Jamilyn Rosalas, Noah Smith, Joanna Truman, Andrew Williams és Kelly Younger | 2020. július 31. 2022. június 14.    |
| 2.   | 2.  | Lázas ötletelés (Fever Pitch)   | Rufus Scot Church és Vito Massaro                      | Matthew Barnette, Marcos Gabriel, Jim Lewis, Jamilyn Rosalas, Noah Smith, Joanna Truman, Andrew Williams és Kelly Younger | 2020. augusztus 7. 2022. június 14.  |
| 3.   | 3.  | Fókuszban (Getting Testy)       | Rufus Scot Church és Vito Massaro                      | Matthew Barnette, Marcos Gabriel, Jim Lewis, Jamilyn Rosalas, Noah Smith, Joanna Truman, Andrew Williams és Kelly Younger | 2020. augusztus 14. 2022. június 14. |
| 4.   | 4.  | Alvó üzemmód (Sleep Mode)       | Rufus Scot Church és Vito Massaro                      | Matthew Barnette, Marcos Gabriel, Jim Lewis, Jamilyn Rosalas, Noah Smith, Joanna Truman, Andrew Williams és Kelly Younger | 2020. augusztus 21. 2022. június 14. |
| 5.   | 5.  | Az IT tényező (The I.T. Factor) | Christopher Alender, Rufus Scot Church és Vito Massaro | Matthew Barnette, Marcos Gabriel, Jim Lewis, Jamilyn Rosalas, Noah Smith, Joanna Truman, Andrew Williams és Kelly Younger | 2020. augusztus 28. 2022. június 14. |
| 6.   | 6.  | Közösségi média (Socialized)    | Christopher Alender, Rufus Scot Church és Vito Massaro | Matthew Barnette, Marcos Gabriel, Jim Lewis, Jamilyn Rosalas, Noah Smith, Joanna Truman, Andrew Williams és Kelly Younger | 2020. szeptember 4. 2022. június 14. |

## A sorozat készítése

### Előkészület
2019. május 21-én jelentették, hogy a Disney egy 10 perces minisorozatot fejleszt a The Muppets alapján. A sorozat egy rögtönzött szituációs komédia lesz, ami három részből áll. 2019. augusztus 23-án hivatalosan is bejelentették a sorozatot Muppets Now címmel. 2019. december 22-én Kirk Thatcher rendező elmondta, hogy a sorozat "három különböző típusú műsort" fog bemutatni.

### Forgatás
A gyártása 2019. június 8-án kezdődött és körülbelül hat napig tartott. Thatcher a sorozat rendezője.